# Liste der Kulturdenkmäler in Katzenbach (Donnersbergkreis)
In der Liste der Kulturdenkmäler in Katzenbach sind alle Kulturdenkmäler der rheinland-pfälzischen Ortsgemeinde Katzenbach aufgeführt. Grundlage ist die Denkmalliste des Landes Rheinland-Pfalz (Stand: 27. November 2018).

## Einzeldenkmäler
| Bezeichnung            | Lage                                                | Baujahr  | Beschreibung | Bild                                    |
| ---------------------- | --------------------------------------------------- | -------- | --- | --------------------------------------- |
| Haustür                | Am Hofacker, an Nr. 9 Lage                          | 1824     | Haustür, Sandsteinrahmung, bezeichnet 1824, Türblatt frühes 19. Jahrhundert | BW                                      |
| Hofanlage              | Am Hofacker 11 Lage                                 | 1857     | Hofanlage; spätklassizistisches Wohnhaus, 1857, ehemalige Schmiede, Scheune, bauzeitliche Hofmauer und -tor                                                                                       | Fotos hochladen                         |
| Hofanlage              | Hauptstraße 3 Lage                                  | 1897/98  | ursprünglich erhaltener Dreiseithof, 1897/98 mit spätklassizistischem Wohnhaus, ehemaligem Tanzsaal, Nebengebäude, Doppelscheune, bauzeitlicher Hofmauer und -tor                                 | Fotos hochladen                         |
| Relief                 | Hauptstraße, an Nr. 12 Lage                         | 1751     | Relief, Sandstein, bezeichnet 1751 | Fotos hochladen                         |
| Glockenturm            | Hauptstraße 22 Lage                                 | 1754     | seit 1993 Dorfmuseum; wuchtiger Walmdachbau, teilweise Fachwerk, bezeichnet 1754; Turmuhr, Architekten Philipp Nikolaus und Philipp Henn, Odernheim, Anfang des 19. Jahrhunderts; ortsbildprägend | Fotos hochladen                         |
| Kriegerdenkmal         | Hauptstraße, bei Nr. 24 Lage                        | 1923     | Kriegerdenkmal 1914/18, 1923, Architekt Peter Seeberger, Rockenhausen, nach 1954 erweitert für die Gefallenen von 1939/45                                                                         | Fotos hochladen                         |
| Protestantische Kirche | Hauptstraße 26 Lage                                 | um 1600  | hausartiger Saalbau mit Krüppelwalmdach, wohl um 1600, bezeichnet 1750 (barock überformt); platzbildprägend                                                                                       | Fotos hochladen                         |
| Hofanlage              | Hauptstraße 29 Lage                                 | 1775     | Dreiseithof; eingeschossiges Einfirsthaus mit abgewalmtem Mansarddach, bezeichnet 1775, Bruchsteinscheune, teilweise Fachwerk, wohl aus dem frühen 19. Jahrhundert                                | Fotos hochladen                         |
| Wohnhaus               | Im Rosengarten 4/5 Lage                             | 1688     | barockes Doppelwohnhaus, teilweise mit reichem Zierfachwerk, 1688 | Fotos hochladen                         |
| Kruzifix               | westlich des Ortes oberhalb des Obermittweilerhofes | vor 1750 | spätbarockes Altarkreuz, Mensa von 1750, bezeichnet 1761 (Renovierung) | Direkt Bild zu diesem Denkmal hochladen |